# Georg Albrecht I. (Erbach)
Georg Albrecht I. zu Erbach (* 16. Dezember 1597 in Erbach; † 25. November 1647 in Michelstadt) war regierender Graf zu Erbach und Administrator der Grafschaft Hanau.

## Herkunft
Er war der jüngste Sohn von Graf Georg III. zu Erbach (1548–1605) und dessen Ehefrau der Gräfin Maria von Barby (1563–1619). Beim Tod seines Vaters war er erst 7 Jahre alt. Daher wurde sein Bruder Friedrich Magnus (1575–1618) als sein Vormund eingesetzt.
Bei der Erbteilung erhielt er 1606 Schönberg und Seeheim. Die Brüder beschlossen, dass der Älteste die Verwaltung übernehmen sollte. Als im Laufe der Zeit seine älteren Brüder ohne Erben starben, erhielt Georg Albrecht nach und nach alle Landesteile.

## Leben
Er studiert von 1612 bis 1614 in Straßburg und verbrachte dann bis 1617 in Frankreich. Danach ging er nach Italien und Venedig, von wo er nach Malta weiter reiste. In Malta bestieg er am 16. Mai 1617 ein Schiff, das ihn nach Neapel bringen sollte. Es wurde aber noch am gleichen Tag von Korsaren aufgebracht. Sein Hofmeister wurde bei dem Überfall getötet. Die 10 Gefangenen kamen als Sklaven zum Bey von Tunis, 5 davon zu dessen Sohn. Der Großmeister von Malta erfuhr von dem Überfall und schickte Kaufleute die Gefangenen zu kaufen. Die Piraten merkten schnell, dass sie einen großen Fang gemacht hatten und verlangten 25.000 Gulden für die 10 Sklaven. Nach 4 Monaten schwerer Sklavenarbeit und überstandener Krankheit wurden die Gefangenen für jetzt 27.000 Gulden freigekauft. Er kehrte nach Fürstenau zurück, wo er am 27. September 1618, dem Tag der Beisetzung seines Bruders Friedrich Magnus, ankam. Er erhielt gleich die Regentschaft, denn der Dreißigjährige Krieg warf seine Schatten voraus.
Am 23. Juni 1621 fielen Kroaten in Erbach ein, auch später zogen fremde Heere plündernd durch das Land. 1620 ging Georg Albrecht als Kornett in das Heer des Markgrafen Georg Friedrich von Baden-Durlach (sein Schwager), wo er bis zum Rittmeister aufstieg. Der Markgraf verlor 1622 die Schlacht bei Wimpfen, wo seine Armee vernichtend geschlagen wurde. Georg Albrecht kehrte nach Erbach zurück und heiratete. 1627 beerbte er zusammen mit seinem Bruder Ludwig seinen Bruder Johann Kasimir und erhielt die Hälfte von Fürstenau. 1630 zog die Pest durch das Land und 1631 der General Tilly. Dieser besetzte Breuberg, wo gegen Georg Albrecht nur protestieren konnte. Aber die Schweden eroberten 1631 den fränkischen Kreis und am 8. Oktober 1631 schrieb der schwedische König an Erbach sich eindeutig zu erklären. Angesichts des schwedischen Heeres erklärten sich Ludwig und Georg Albrecht für die Schweden. So wurde Georg Albrecht schwedischer Oberstleutnant. Die Erbacher besetzten nun auch Breuberg. Aber im September 1634 verloren die Schweden die Schlacht bei Nördlingen und im Prager Frieden wechselte Kursachsen auf die kaiserliche Seite. Georg Albrecht verließ die schwedischen Dienste, ging nach Hause und bat beim Kaiser um Gnade, was aber nicht gewährt wurde. Auch privat verlief es nicht gut, seine erste Frau starb 1633, er heiratete 1634 erneut, aber die neue Frau starb kurz nach der Hochzeit. Im Jahr 1635 heiratete er ein drittes (und letztes) Mal.
Der Graf Löwenstein erhielt während dessen die kaiserliche Genehmigung, das Schloss Breuberg zu besetzen. Zunächst verhandelte er mit Erbach und man einigte sich auf eine Besatzung von 15 Mann. Anschließend verlegte Löwenstein aber 31 kaiserliche Soldaten aus Würzburg in die Burg und verlangte Unterhalt. Erbach protestierte und brachte die Sache an den kaiserlichen Hof. Daher forderte der Sohn des Grafen Ferdinand Carl von Löwenstein (1616–1672) den Grafen Georg Albrecht am 17. November 1641 zum Duell, was dieser brüsk ablehnte. Daraufhin ließ Ferdinand Carl den Boten öffentlich verprügeln, Erbach beschwerte sich daraufhin erneut beim Kaiser, aber vergeblich.
Am 12. April 1643 starb Ludwig zu Erbach und Georg Albrecht war nun alleiniger Vertreter Erbachs in Breuberg. Zudem wurde er zum Vormund des Grafen von Hanau und Administrator der Grafschaft bestellt. Als 1644 nun der Graf Johann Dietrich von Löwenstein starb, beschloss er, Breuberg zu inspizieren. Am 29. März 1644 kam er mit einigen schwedischen Soldaten aus Hanau nach Breuberg und besetzte das Schloss nach kurzem Kampf. Dabei stellte sich heraus, dass nur 1 Offizier und 3 Soldaten zu den kaiserlichen Truppen gehörte, der Rest waren Männer des Löwenstein. Die Kaiserlichen wurden freigelassen, der Rest festgesetzt. Nun beschwerte sich Löwenstein beim Kaiser, aber erst der Westfälische Friede konnte dem Streit ein Ende setzen.
Georg Albrecht erlebte das nicht mehr. Er war nach einem Besuch beim Erzherzog Georg Wilhelm in dessen Lager in Friedberg in der Wetterau 1646 erkrankt und starb am 18. November 1647.

## Familie
Georg Albrecht heiratete am 29. Mai 1624 in Erbach die Gräfin Magdalena von Nassau-Dillenburg (* 13. November 1595; † 31. Juli 1633). Das Paar hatte mehrere Kinder:
- Ernst Ludwig Albrecht (1626–1627)
- Luise Albertine (1628–1645)
- Georg Ernst (* 7. Oktober 1629; † 25. August 1669), Graf von Erbach  ⚭ 1656 Gräfin Charlotte Christiana von Hohenlohe-Schillingsfürst (* 6. November 1625; † 13. August 1677)
- Maria Charlotte (* 24. März 1631; † 8. Juni 1693) ⚭ 1650 Graf Johann Ernst zu Isenburg-Büdingen in Wächtersbach (* 21. Juni 1625; † 8. Oktober 1673)
- Anna Philippina (1632–1633)

Nach dem Tod seiner ersten Frau heiratete er am 23. Februar 1634 Anna Dorothea Schenkin von Limpurg-Gaildorf (* 1612; † 23. Juni 1634). Nachdem seine zweite Frau kurz nach der Hochzeit starb, heiratete er am 26. Juli 1635 in
Frankfurt am Main die Gräfin Elisabeth Dorothea zu Hohenlohe-Schillingsfürst (* 27. August 1617; † 12. November 1655). Das Paar hatte mehrere Kinder:
- Georg Friedrich (* 6. Oktober 1636; † 23. April 1653), Graf von Erbach-Breuberg
- Sophie Elisabeth (1640–1641)
- Juliana Christina Elisabeth (* 10. September 1641; † 26. November 1692) ⚭ 1660 Graf Salentin Ernst von Manderscheid in Blankenheim (* 16. August 1630; † 18. Februar 1705)
- Georg Ludwig I. (* 8. Mai 1643; † 30. April 1693), Graf von Erbach ⚭ 1664 Gräfin Amalia Katharina von Waldeck-Eisenberg (* 13. August 1640; † 4. Januar 1697)
- Georg Albrecht (1644–1645)
- Mauritia Susanna (1645–1645)
- Georg (* 12. Mai 1646; † 20. Juni 1678), niederländischer Generalmajor, Gouverneur von Zwolle
- Georg Albrecht II. (* 26. Februar 1648; † 23. März 1717), Graf zu Erbach Stifter der Linie Fürstenau ⚭ 1671 Gräfin Anna Dorothea Christina von Hohenlohe-Waldenburg (* 22. Februar 1656; † 28. Oktober 1724)